# Cameron Heyward
Cameron Heyward (Pittsburgh, 6 maggio 1989) è un giocatore di football americano statunitense che gioca nel ruolo di defensive end per i Pittsburgh Steelers della National Football League (NFL). Fu scelto come 31º assoluto nel Draft NFL 2011 dagli Steelers. Al college ha giocato a football a Ohio State.

## Carriera

### Pittsburgh Steelers
Heyward fu scelto nel corso del primo dai Pittsburgh Steelers nel Draft 2011. Il 29 luglio 2011, Heyward firmò un contratto quadriennale con gli Steelers con un'opzione per il quinto anno. Nella pre-stagione indossò il numero 95, prima di passare al 97 nel debutto della stagione regolare.
Il 4 dicembre 2011, in una gara contro i Cincinnati Bengals, Heyward bloccò il suo primo field goal, su un tentativo da 33 yard di Mike Nugent di Cincinnati. La sua stagione si concluse giocando tutte e 16 le partite, nessuna delle quali da titolare, con 11 tackle, un sack ed un fumble forzato. Dopo avere giocato ancora tutte le 16 gare come riserva nel 2012, nell'annata successiva Heyward divenne stabilmente titolare della difesa degli Steelers terminando con i nuovi primati personali per tackle (59), sack (5,0) e passaggi deviati (7).
Nel 2014, Heyward guidò gli Steelers, assieme a Jason Worilds, con 7,5 sack giocando per la prima volta tutte le 16 partite come titolare.
Nel quarto turno della stagione 2017, Heyward fu premiato come miglior difensore della AFC della settimana dopo avere messo a segno due sack e un fumble recuperato nella vittoria sui Baltimore Ravens. Tornò a vincere tale riconoscimento dopo altri due sack su Brett Hundley dei Green Bay Packers nel dodicesimo turno. A fine stagione fu inserito nel First-team All-Pro.
Alla fine della stagione 2019 Heyward fu convocato per il suo secondo Pro Bowl e inserito nel First-team All-Pro dopo avere messo a segno 9 sack.
Heyward aprì la stagione 2020 con il primo intercetto in carriera ai danni di Daniel Jones nella vittoria sui New York Giants. A fine stagione fu convocato per il suo terzo Pro Bowl (non disputato a causa della pandemia di COVID-19) e inserito nel Second-team All-Pro dopo avere fatto registrare 54 tackle e 4 sack.
Nel 2021 Heyward fu convocato per il suo quarto Pro Bowl e inserito nel First-team All-Pro dopo avere messo a segno 10 sack e un intercetto.
Nel 2022 Heyward fu convocato per il quinto Pro Bowl al posto di Chris Jones, impegnato nel Super Bowl LVII, dopo un nuovo primato personale di 10,5 sack.
Il 5 settembre 2024 Heyward firmò con gli Steelers un nuovo contratto triennale del valore di 45 milioni di dollari. A fine stagione fu convocato per il suo sesto Pro Bowl e inserito nel First-team All-Pro.

## Palmarès
- Convocazioni al Pro Bowl: 6

2018, 2019, 2020, 2021, 2022, 2024
- First-team All-Pro: 4

2017, 2019, 2021, 2024
- Second-team All-Pro: 1

2020
- Difensore della AFC della settimana: 3

4ª e 12ª del 2017, 16ª del 2022
- Walter Payton Man of the Year: 1

2023

## Vita privata
Heyward è figlio dell'ex Pro Bowler della NFL Craig Heyward. Suo fratello minore, Connor Heyward, un fullback, gioca anch'egli per gli Steelers.